# ميركو مولر
ميركو مولر هو لاعب هوكي الجليد سويسري، ولد في 21 مارس 1995 في فينترتور في سويسرا.

## وصلات خارجية
- ميركو مولر على موقع دوري الهوكي الوطني (الإنجليزية)
- ميركو مولر على موقع EliteProspects.com (الإنجليزية)
- ميركو مولر على موقع HockeyDB.com (الإنجليزية)
- ميركو مولر على موقع Hockey-Reference.com (الإنجليزية)
- ميركو مولر على موقع أوليمبيديا (الإنجليزية)